# Nāḩiyat Ḩarf al Musaytirah
Nāḩiyat Ḩarf al Musaytirah (arabiska: ناحية حرف المسيترة) är ett subdistrikt i Syrien.   Det ligger i provinsen Latakia, i den västra delen av landet, 210 km norr om huvudstaden Damaskus.
Omgivningarna runt Nāḩiyat Ḩarf al Musaytirah är en mosaik av jordbruksmark och naturlig växtlighet. Runt Nāḩiyat Ḩarf al Musaytirah är det tätbefolkat, med 383 invånare per kvadratkilometer.